# Hasselberg
Hasselberg (dänisch: Hasselbjerg, auch Hesselbjerg) ist eine Gemeinde im Kreis Schleswig-Flensburg in Schleswig-Holstein. Sie ist ein anerkannter Erholungsort an der Ostsee und existiert in ihrer heutigen Form seit 1970.

## Geografie
Die Gemeinde Hasselberg liegt im östlichen Angeln im Landesteil Südschleswig an der Ostsee unweit der Stadt Kappeln. Zum Gemeindegebiet gehören Baggelan (Bagland oder Bag Lunden), Bobeck (Bobæk), Drecht (Dreiet), Eckenhöh, Engberg (Engbjerg), Fehrenholz (Færgeskov, auch Færensholt), Geilberg (Gejlbjerg), Gundelsby, Hafferholz (Haberholt), Alt Hasselberg, Holm, Hüholz (Hyholt), Kieholm (Kidholm), Kisperhy (Kirsebærhøj), Knorrlück (Knorløk oder Knorlykke), Marschall (Markskel), Neelslück (Nelslyk), Norderfeld (Nørremark), Pugholz (Pugholt), Radeland (Raaland), Schwensholz (Svendsholt oder auch Svensholt), Schwackendorf (Svakketorp), Süderfeld (Søndermark), Wormshöft (Vormshoved), Wulfsholz (Ulvsholt), Eckberg (Egebjerg), Ewersholz (Eversholt), Mühlenfeld (Møllemark), ein Teil Scheidehecks (Skilleled) und Schellrott (Skjelrød).

## Geschichte
Der Ort wurde 1462 erstmals erwähnt und hieß ursprünglich Heselberch. Der Name bedeutet Berg mit Haselsträuchern, abgeleitet vom dänischen hassel (mdän. hessel) für Haselnußstrauch. Ursprünglich gehörte das Gebiet zum Krongut Gelting, seit dem 15. Jahrhundert aber zu den Adelsgütern Buckhagen und Oehe. Diese bildeten bis 1853 eigene Gerichtsbezirke. Nach dem Übergang des Herzogtums Schleswig in die preußische Provinz Schleswig-Holstein wurden Gundelsby, Hasselberg und Schwackendorf eigenständige Landgemeinden im Kreis Flensburg. Sie gehörten von jeher zum großen Kirchspiel Gelting, bis 1903 für dessen Südteil eine neue Kirche in Gundelsby geweiht wurde. Diese hat heute den Pastor mit der noch jüngeren Kirche in Maasholm gemeinsam und ist von Gelting völlig unabhängig. Im Jahre 1970 wurden die drei Landgemeinden vereinigt, wobei sich Hasselberg als namensgebender Ort durchsetzen konnte.

## Politik

### Gemeindevertretung
Bei der Kommunalwahl am 14. Mai 2023 wurden insgesamt elf Sitze vergeben. Von diesen erhielt die CDU sechs Sitze, die Allgemeine Kommunale Wählergemeinschaft Hasselberg vier Sitze und der Einzelbewerber Weber einen Sitz.

### Wappen
Blasonierung: „In Gold über blau-silbernen Wellen auf grünem Hügel ein grüner Haselstrauch, dessen aus drei Früchten zusammengesetzter Fruchtstand silberne Nüsse aufweist.“
Im Wappen wird der Gemeindename durch die Hasel auf einem Hügel bildlich umgesetzt. Das Wappen wird dadurch zu einem „redenden“. Name und Wappenfigur entsprechen dem durch Hügel gekennzeichneten Charakter des Gemeindegebietes, in dem die Hasel in Knicks und Feldgehölzen stark vertreten ist. Die Dreizahl des Fruchtstandes der Hasel bezieht sich auf die heutigen drei Ortsteile, die sich im Bild dieser Wappenfigur als gleichwertige Teile eines organischen Ganzen verstehen. Der Wellenschildfuß versinnbildlicht die Nähe zur Ostsee, insbesondere die direkte Küstenlage des Ortsteils Hasselberg.

## Wirtschaft
Die landwirtschaftlich geprägte Gemeinde lebt heute vor allem vom Tourismus, der besonders im Ortsteil Hasselberg eine wichtige Einnahmequelle ist.

## Sehenswürdigkeiten
In der Liste der Kulturdenkmale in Hasselberg stehen die in der Denkmalliste des Landes Schleswig-Holstein eingetragenen Kulturdenkmale.

## Persönlichkeiten
- Delf Schmidt (* 1945), Lektor